# Вооружённые силы Сербии
Вооружённые силы Сербии (серб. Војска Србије / Vojska Srbije) — совокупность войск Республики Сербии, предназначенная для защиты свободы, независимости и территориальной целостности государства.
ВС Сербии состоят из органов управления, сухопутных войск и военно-воздушных сил, объединённых с войсками противовоздушной обороны и иных формирований. К основным задачам сербских вооружённых сил также относятся миротворческая деятельность в регионе и в мире, оказание помощи в случае стихийных бедствий и прочих катастроф. Вооружённые силы Республики Сербии являются преемниками и продолжателями традиций вооружённых сил Королевства Сербия, вооружённых сил Югославии и бывшего Оборонного союза с Черногорией.

## Состав вооружённых сил
Вооружённые силы Сербии организованы на стратегическом, оперативном и тактическом уровнях. В основном, они состоят из видов, родов и служб. Виды Вооружённых сил Сербии: Сухопутные войска ВВС и войска ПВО. Центральным органом управления сербским вооружёнными силами является Генеральный штаб.

### Формирования, подчиняющиеся Генеральному штабу
Непосредственно Генеральному штабу подчиняются следующие части:
- Гвардия Сербии
- Бригада связи
- 63-я парашютная бригада
- 72-я бригада специальных операций
- Отряд военной полиции «Кобры»
- Центральная логистическая база
- 224-й центр радиоэлектронных операций[англ.]

### ВВС и войска ПВО
Понеся тяжёлые потери в войне 1999 года, сербские ВВС испытывают большие трудности с поддержанием своего авиапарка в полётопригодном состоянии. На 2014 год истребительная авиация насчитывала 4 боеготовых истребителя (3 МиГ-29 и 1 МиГ-21). В 2014 году в ВВС Сербии числилось много летательных аппаратов (200 самолётов и вертолётов), но только один из них был выпущен после 1992 года. Остальные были произведены в 1972—1992 годах. В ВВС страны было в 2014 году: 16 учебных самолётов, 23 учебно-боевых самолёта, 52 штурмовика и разведчика, 38 истребителей, 14 транспортных самолётов и 57 вертолётов. Значительная часть авиапарка по состоянию на 2014 год была в нелётном состоянии. Только в июне 2016 года в Сербию поступили 2 вертолёта Ми-17 российского производства (первое поступление новых вертолётов за 36 лет).
В 2019 году, во время визита председателя правительства РФ Дмитрия Медведева, было подписано соглашение о поставках 14 самолётов МиГ-29 и 19 вертолётов.

## Бюджет и финансирование
Текущие расходы на оборону Сербии составляют 2,08 % от ВВП, что свидетельствует о сокращении финансирования. Также значительной трудностью для армии является необходимость систематической модернизации вооружений, которая также ложится тяжёлым бременем на военный бюджет. С 2004 года армия непрерывно сокращалась, страна активно избавлялась от устаревшего вооружения и многочисленных запасов периода СФРЮ. С 2011 года более 90 % вооружённых сил состоит из профессиональных солдат и добровольцев. Сербия является крупнейшим экспортёром и производителем военной техники в регионе, сербский экспорт оружия и боеприпасов в 2009 году составил 500 миллионов долларов США. Зарплаты в Армии Сербии по состоянию на 2015 год невысоки и в пересчёте на доллары США примерно составляли в месяц: у генерала 1200, у полковника 650, у солдата менее 300. Бедность была такова, что в 2015 году покончил с собой из-за безденежья майор Ацо Петрович.
С приходом к власти в апреле 2017 Александра Вучича финансирование существенно увеличилось, что отразилось как на денежном довольствии, так и модернизации технического парка. Республика приобрела у России пять вертолетов Ми-17В-5 и семь Ми-35М, батарею ЗРПК «Панцирь-С1», а также получила в дар: шесть модернизированных истребителей МиГ-29, 30 танков Т-72МС, 30 бронированных дозорно-разведывательных машин БРДМ-2МС.
27 июня 2021 года на юго-западе Сербии прошли крупнейшие военные учения «Молниеносный удар 2021», в которых использовалась полученная по военному соглашению и купленная в России военная техника.

## Численность и комплектование
В 2000 году армия Югославии насчитывала 105 тыс. военнослужащих, в 2002 году их осталось 77 тыс. В 2014 году Армия Сербии состояла из 28150 военнослужащих: в сухопутных войсках 13250 человек, в ВВС и ПВО служили 5,1 тыс. человек, Командовании по обучению было 3 тыс., в Гвардии 1,6 тыс., а ещё 5,2 тыс. в аппарате Министерства обороны. Также в стране насчитывалось 50150 резервистов.
В 2018 году ВС Сербии насчитывали 28 150 военнослужащих. В сухопутных войсках служило 13250 чел., в ВВС и ПВО 5100 чел., учебных частях 3000 чел., в гвардии 1600 чел, прочие 5200 и парамилитарные формирования 3700 чел.

## Военные праздники
Военные праздники Сербии вместе с государственными праздниками и памятными историческими датами определены Законом о государственных и других праздниках, Законом о Вооружённых силах, указами Президента и Программой Министерства труда и социальной политики по празднованию важных исторических событий освободительных войн Сербии.
Всего в Сербии празднуются 84 праздника Вооружённых сил и Министерства обороны. Кроме Дня Вооружённых сил, остальные праздники разделены на четыре категории:
- праздники видов Вооружённых сил Сербии
- праздники родов Вооружённых сил Сербии
- праздники служб Вооружённых сил Сербии
- праздники частей и институтов Министерства обороны и Вооружённых сил

По месяцам года военные праздники, отмечаемые Армией и Министерством обороны, распределены следующим образом: четыре в январе, восемь в феврале, пять в марте, два в апреле, четыре в мае, три в июне, четыре в июле, четыре в августе, пятнадцать в сентябре, семь в октябре, двадцать пять в ноябре, три в декабре.

## Военная символика
- Флаг сербской Гвардии
- Флаг Военной полиции Сербии
- Нарукавная нашивка по принадлежности к вооружённым силам Сербии
- Нарукавная нашивка по принадлежности к вооружённым силам Сербии, Полевой вариант